# Ajmal Ahmady
Ajmal Ahmady (persa/pastún: اجمل احمدی; Gazni, 10 de mayo de 1978) es un diplomático, economista y político afgano, quien sirvió como Ministro de Comercio e Industria de ese país y como Gobernador del Banco Central Afgano, el Da Afghanistan Bank.

## Primeros años y educación
Ahmady nació en la Provincia de Gazni y se educó en la ciudad de Gazni. Creció en Estados Unidos y es ciudadano estadounidense naturalizado.
Posee un MBA de la Escuela de Negocios de Harvard, una Maestría en Economía y Administración Pública de la Escuela Harvard Kennedy y una Licenciatura en Matemáticas y Economía de la Universidad de California en Los Ángeles.
Ahmady es musulmán. Su lengua materna es el inglés y habla algo de dari.

## Carrera profesional

### Negocios privados y diplomacia
Ahmady pasó ocho años en la industria de la gestión de activos, invirtiendo en mercados macro y emergentes globales. También trabajó para Booz Allen Hamilton, el Banco Mundial, el Departamento del Tesoro de Estados Unidos y el Ministerio de Finanzas afgano.

### Asesor económico sénior
En 2014, después del establecimiento de un Gobierno de Unidad Nacional, Ahmady fue designado como asesor principal de asuntos financieros y bancarios del presidente Ashraf Ghani Ahmadzai por cuatro años. En este cargo, Ahmady trabajó para mejorar el entorno empresarial, liderando esfuerzos para la reforma comercia, incluida la realización de cambios en el código de procedimiento comercial de Afganistán, la ley municipal, la ley de insolvencia, la ley de responsabilidad limitada, la ley de minerales y la ley de hidrocarburos.

### Ministro de Comercio e Industria
En febrero de 2019 Ahmady fue nombrado Ministro de Industria y Comercio de Afganistán por parte del presidente Ghani. Como Ministro trabajó para reestructurar la Dirección de Parques Industriales y en brindar mayor financiamiento para el desarrollo de nuevos parques industriales.
Ahmady jugó un papel decisivo en la creación del Programa del Corredor Aéreo Nacional de Afganistán, el cual ayudó a exportar más de $100 millones de dólares al año, cifra que alcanzó los $1.000 millones de dólares en 2020.

### Gobernador del Banco Da Afganistán
En virtud del decreto presidencial 544 del 3 de junio de 2020, Ahmady fue nombrado gobernador interino del Da Afghanistan Bank (DAB), el Banco Central de Afganistán. Sin embargo, la Asamblea Nacional de Afganistán nunca llegó a confirmarlo en el cargo. 
Ahmady huyó de Afganistán en un vuelo militar estadounidense el 15 de agosto de 2021, cuando el Gobierno de Ghani colapsó debido a la Ofensiva Talibana de 2021. Los talibanes designaron a Haji Mohammad Idris como su sucesor.